# Agathis ovata
Agathis ovata là một loài thực vật hạt trần trong họ Araucariaceae. Loài này được C.Moore ex Vieill. Warb. mô tả khoa học đầu tiên năm 1900.